# Cotopaxia
Cotopaxia es un género de plantas herbáceas perteneciente a la familia de las apiáceas.  Comprende 2 especies descritas y  aceptadas.

## Taxonomía
El género fue descrito por Mathias & Constance y publicado en Bulletin of the Torrey Botanical Club 79: 362. 1952. La especie tipo es: Cotopaxia asplundii Mathias & Constance	

## Especies
A continuación se brinda un listado de las especies del género Cotopaxia aceptadas hasta septiembre de 2012, ordenadas alfabéticamente. Para cada una se indica el nombre binomial seguido del autor, abreviado según las convenciones y usos.
- Cotopaxia asplundii Mathias & Constance
- Cotopaxia whitei Constance & W.S.Alverson